# Jacques Assanvo Ahiwa
Jacques Assanvo Ahiwa, né le 6 janvier 1969 à Krindjabo en Côte d'Ivoire, est un prélat catholique ivoirien. Il est archevêque métropolitain de l'archidiocèse de Bouaké depuis juillet 2024.

## Biographie
Il est ordonné prêtre le 13 décembre 1997 pour le diocèse de Grand-Bassam. Après son ordination, il devient vicaire de la paroisse Saint-François-Xavier d'Aboisso. Il occupe cette fonction jusqu'en 1998.
Entre 1998 et 2002, il occupe la fonction de secrétaire général du diocèse de Grand-Bassam et directeur diocésain des Œuvres pontificales missionnaires,.
Le 5 mai 2020, le pape François le nomme évêque auxiliaire de l'archidiocèse de Bouaké, avec le siège titulaire d'Elephantaria en Mauritanie. Il est ordonné évêque le 3 octobre 2020 par l'archevêque Paolo Borgia, alors nonce apostolique en Côte d'Ivoire,.
Le 25 juillet 2024, il est nommé archevêque métropolitain de Bouaké,,. Il prend officiellement possession canonique de son siège le 14 septembre 2024 en la Cathédrale Sainte-Thérèse de l'enfant Jésus en présence du nonce apostolique Mauricio Rueda Beltz et du cardinal Jean Pierre Kutwa. Il succède à Paul-Siméon Ahouanan Djro et devient ainsi le 4e archevêque métropolitain de l'archidiocèse de Bouaké,.